# 埃默森 (密蘇里州)
埃默森（英語：Emerson）是位於美國密蘇里州馬里昂縣的非建制地區。

## 歷史
埃默森的郵局於1856年設立，1865年關閉後又於1867年重啟，最終於1906年停運。

## 地理
埃默森所處的海拔為高於海平面205米（即673英呎），而該地所採用的時區為UTC-6，即北美中部時區（CST）。同時該地設有夏令時間，為UTC-6調快一小時，即UTC-5（CDT）。